# Esperalvillo
Esperalvillo, o Peralvillo, è un comune della Repubblica Dominicana di 17.284 abitanti, situato nella Provincia di Monte Plata.